# Katlego Mashego
Katlego Evidence Mashego (nacido en Bushbuckridge, Sudáfrica, 18 de mayo de 1982) es un futbolista internacional sudafricano. Juega de delantero y su equipo actual es el Orlando Pirates FC.

## Trayectoria
Katlego Mashego, que actúa de delantero o de centrocampista ofensivo, empezó su carrera futbolística en el Hellenic FC, equipo con el que debuta en la Premier Soccer League. En la temporada 2003-04 el equipo desciende de categoría.
Después del descenso el Hellenic FC desapareció y Mashego decide fichar por el Platinum Stars Football Club.
Dos años más tarde se une al Supersport United. Con este equipo gana el título de Liga en la temporada 2007-08. Esa campaña Katlego Mashego consiguió marcar 11 tantos, cuatro de ellos en un solo partido, y con la dificultad de que los marcó saliendo desde el banquillo para jugar solo la segunda parte del encuentro (Supersport United 4-2 Moroka Swallows). En la temporada siguiente (2008-09) su equipo vuelve a ganar el campeonato de Liga.
En enero de 2009 firma un contrato con su actual club, el Orlando Pirates.

## Selección nacional
Ha sido internacional con la Selección de fútbol de Sudáfrica en 13 ocasiones. Su debut con la camiseta nacional se produjo el 10 de mayo de 2006 en el partido amistoso Lesoto 0-0 Sudáfrica.
Fue convocado para la Copa FIFA Confederaciones 2009. En ese torneo Katlego Mashego disputó cuatro encuentros y ayudó a su equipo a lograr la cuarta plaza.

### Participaciones con la selección
| Torneo                                  | Sede      | Resultado    |
| --------------------------------------- | --------- | ------------ |
| Copa FIFA Confederaciones 2009          | Sudáfrica | Cuarto lugar |
| Campeonato Africano de Naciones de 2014 | Sudáfrica | Primera fase |

### Goles internacionales
| # | Fecha      | Lugar                       | Rival   | Gol | Resultado | Competición |
| - | ---------- | --------------------------- | ------- | --- | --------- | ----------- |
| 1 | 16-08-2006 | Estadio Sam Nujoma, Namibia | Namibia | 0-1 | 0-1       | Amistoso    |

## Clubes
| Club                          | País      | Año       |
| ----------------------------- | --------- | --------- |
| Hellenic Football Club        | Sudáfrica | ?-2004    |
| Platinum Stars Football Club  | Sudáfrica | 2004-2006 |
| Supersport United             | Sudáfrica | 2006-2009 |
| Orlando Pirates Football Club | Sudáfrica | 2009-     |

## Palmarés
- 2 Ligas de Sudáfrica (Supersport United, 2007-08 y 2008-09)
- 1 Telkom Knockout (Platinum Stars, 2006)